# Zander Fagerson
Alexander („Zander“) James Ragnar Fagerson (* 19. Januar 1996 in Perth) ist ein schottischer Rugby-Union-Spieler. Er spielt auf der Position des Pfeilers für das schottische Franchise Glasgow Warriors und für die schottische Nationalmannschaft. Zu seinen Erfolgen gehört ein Meistertitel mit Glasgow. Sein zwei Jahre jüngerer Bruder Matt Fagerson ist ebenfalls Rugbyspieler.

## Biografie

### Vereinskarriere
Nachdem er in der Schule Rugby gespielt hatte, trat Fagerson zu Beginn der Saison 2013/14 den Glasgow Hawks in der Amateurliga Scottish Premiership bei. Im März 2014 unterzeichnete er seinen ersten Profivertrag bei den Glasgow Warriors, sein Debüt in der Pro12 gab er im Oktober desselben Jahres beim 40:23-Auswärtssieg gegen Benetton Rugby Treviso. Nur für die Saison 2017/18 schloss er sich im Rahmen einer vom Verband vermittelten Partnerschaft vorübergehend dem Amateurverein Stirling County RFC an.
Im Laufe der Jahre entwickelt sich Fagerson bei den Warriors immer weiter. In der Saison 2018/19 spielt er eine Schlüsselrolle beim Einzug seiner Mannschaft ins Endspiel der Pro 14 gegen Leinster Rugby. In diesem gehörte er der Startformation an, doch die Warriors unterlagen mit 15:18. Bereits Ende Dezember 2018 hatte Fagerson seinen Vertrag bis 2022 verlängert. In der darauffolgenden Saison 2019/20 beeindruckte er weiterhin und wurde von seinen Teamkollegen zum Spieler des Jahres gewählt. Im Juli 2021 verlängerte er seinen Vertrag bei Glasgow erneut. In der Saison 2022/23 erreichte seine Mannschaft das Finale des EPCR Challenge Cup, verlor in diesem aber mit 19:43 gegen den RC Toulon; Fagerson selbst wurde in der 45. Minute ausgewechselt.

### Nationalmannschaft
Nach mehreren Einsätzen in den schottischen Auswahlteams der Stufen U16 und U18 nahm Fagerson mit der U20-Nationalmannschaft unter anderem an der Juniorenweltmeisterschaft 2014 teil. Sein Debüt für die schottische Nationalmannschaft gab er am 6. Februar 2016 beim Six-Nations-Heimspiel gegen England. Als damals 20-Jähriger war er der viertjüngste Pfeiler, der je für Schottland spielte. Seine Leistungen in den Herbst-Länderspielen 2016 brachten ihm einen Stammplatz beim Six Nations 2017 ein. Ein Jahr später beeinträchtigte eine Verletzung seine gute Form, sodass er den Beginn des Six Nations 2018 verpasste. In der Partie gegen die Rugby-Union-Nationalmannschaft der Vereinigten Staaten bei den Mid-year Internationals 2018 spielte er erstmals an der Seite seines Bruders Matt; die Fagersons wurden somit das 22. Bruderpaar, das gemeinsam in einem Test Match für Schottland spielte.
Während er verletzungsbedingt den größten Teil der Six Nations 2019 verpasste, nahm er an der Weltmeisterschaft 2019 teil, wo er in drei von vier Gruppenspielen antrat. Gegen Gastgeber Japan gelang ihm zwar ein Versuch, doch die Schotten belegten nur den dritten Gruppenplatz und verpassten die K.-o.-Phase des Turniers. Im Mai 2021 wählte ihn Warren Gatland für den Kader der British and Irish Lions aus, worauf er an der Tour nach Südafrika teilnahm und vier Spiele bestritt.

### Persönliches
Auch außerhalb des Rugbysports ist Fagerson vielseitig begabt. Er ist qualifizierter Rettungsschwimmer, sang 2008 im nationalen Jugendchor Schottlands und wurde 2010 schottischer Jugendmeister im Downhill-Mountainbiking.

## Erfolge
Glasgow Warriors:
- Meister Pro12: 2015
- Finalist Pro14: 2019
- Finalist EPCR Challenge Cup: 2023